# Crystal Reed

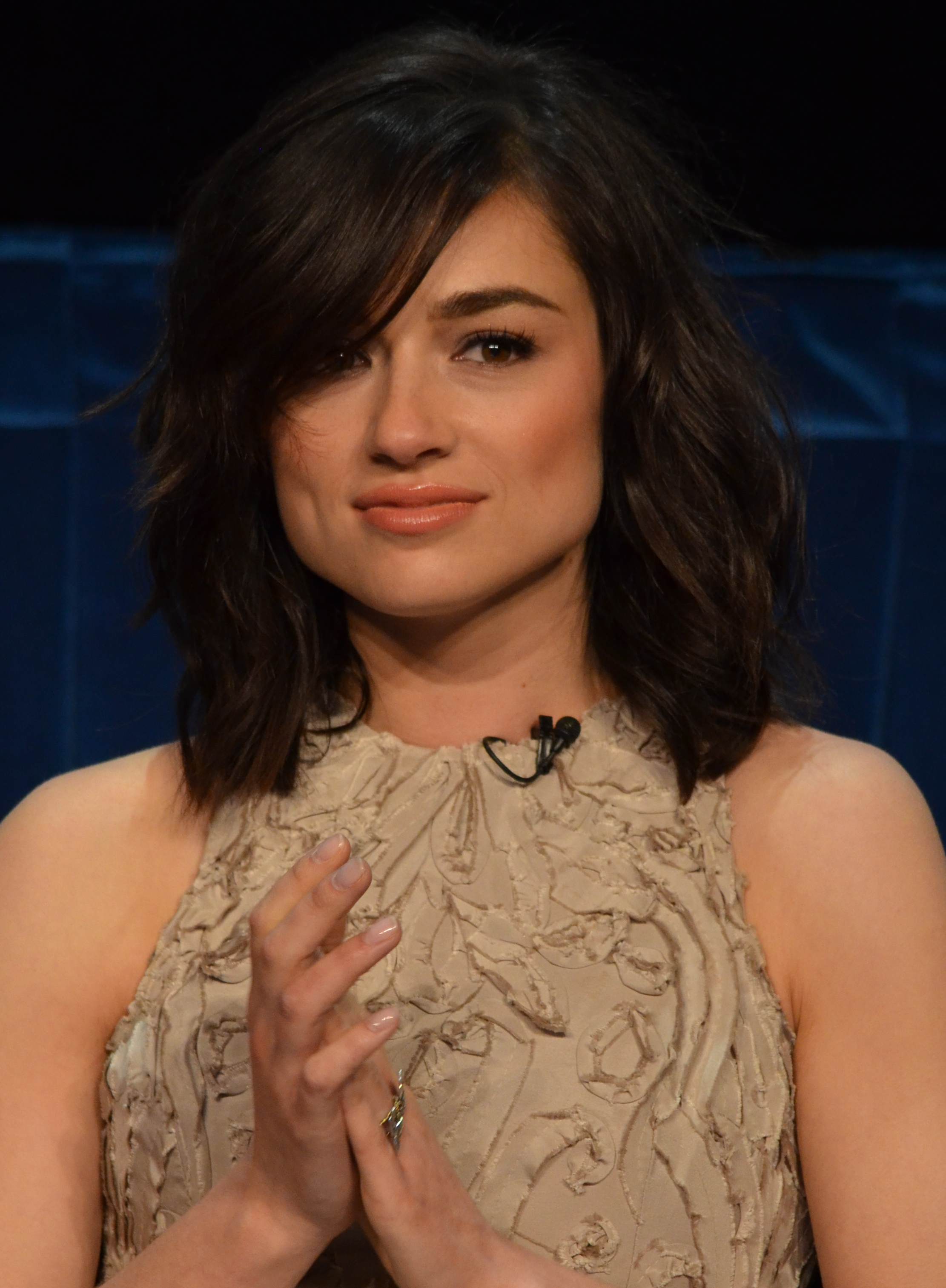
Crystal Reed (2012)

Crystal Marie Reed (ur. 6 lutego 1985 w Detroit) – amerykańska aktorka i modelka. Wystąpiła m.in. w filmie Skyline oraz w serialach Teen Wolf: Nastoletni wilkołak i Gotham.

## Życiorys
Reed urodziła się w Detroit w stanie Michigan. Została wychowana w rodzinie katolickiej. Naukę tańca rozpoczęła od najmłodszych lat, co zaowocowało tym, że została kapitanem drużyny tancerek w szkole. W czasie, gdy mieszkała w Roseville, uczęszczała na zajęcia aktorskie do miejscowego teatru, w którym zagrała w musicalu Annie, Skrzypek na dachu oraz Grease. Zakończyła naukę w Wayne State University. Podczas niedługiego pobytu w Chicago Reeds zagrała w kilku lokalnych produkcjach. W grudniu 2008 wyprowadziła się na stałe do Hollywood, aby kontynuować karierę aktorską.
W 2010 roku wystąpiła gościnnie w serialach CSI: Kryminalne zagadki Las Vegas, CSI: Kryminalne zagadki Nowego Jorku, Partnerki i Udręki młodego Bergera.
Jej dorobek filmowy obejmuje m.in. Skyline z Donaldem Faisonem i Erikiem Balfourem oraz Kocha, lubi, szanuje z Julianne Moore i Steve’em Carellem w głównych rolach.

## Filmografia
| Rok             | Film                                 | Rola                               | Uwagi                                 |
| --------------- | ------------------------------------ | ---------------------------------- | ------------------------------------- |
| 2010            | CSI: Kryminalne zagadki Las Vegas    | Julie                              | odcinek: Lost & Found                 |
| 2010            | Udręki młodego Bergera               | Renee                              | odcinek: The Berger Cometh            |
| 2010            | Partnerki                            | Natalie                            | odcinek: She Works Hard for the Money |
| 2010            | CSI: Kryminalne zagadki Nowego Jorku | Jules Roday                        | odcinek: Damned If You Do             |
| 2010            | Skyline                              | Denise                             | główna rola                           |
| 2011–2014, 2016 | Teen Wolf: Nastoletni wilkołak       | Alison Argent / Marie-Jeanne Valet | serial telewizyjny, główna obsada     |
| 2011            | Kocha, lubi, szanuje                 | Amy Johnson                        | cameo                                 |
| 2012            | Jewtopia                             | Rebecca Ogin                       | cameo                                 |
| 2013            | Zauroczenie                          | Bess                               | film                                  |
| 2015            | Too Late                             | Dorothy Mahler                     | film                                  |
| 2017–2018       | Gotham                               | Sofia Falcone                      | serial, gł. obsada                    |
| 2018            | Ghostland                            | Beth                               | gł. rola                              |
| 2019            | Swamp Thing                          | Abby Arcane                        | serial, gł. obsada                    |
| 2022            | Pinball: The Man Who Saved the Game  | Ellen                              | film                                  |
| 2023            | Teen Wolf: The Movie                 | Alison Argent                      | film                                  |